# Lafayette (paquebot de 1915)
Pour les articles homonymes, voir Lafayette.
Le Lafayette est un paquebot transatlantique lancé en plein cœur de la Première Guerre mondiale. Renommé Mexique en 1928, il a coulé en sautant sur une mine en 1940.

## SS Lafayette

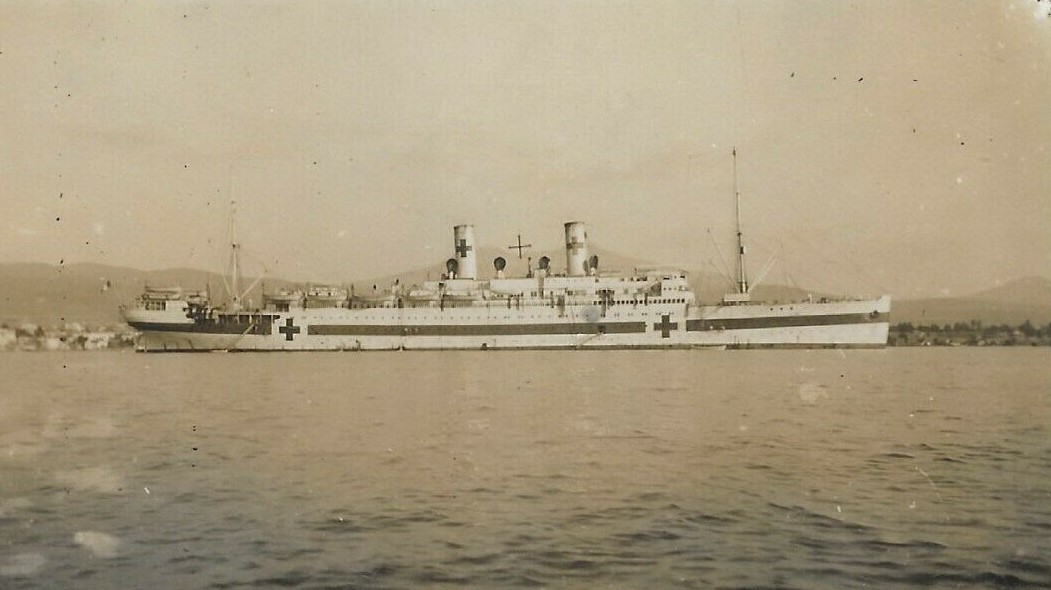
Le navire hôpital Lafayette durant la Première Guerre mondiale.

À son lancement le 27 mai 1914, il est baptisé Ile de Cuba 
et est destiné à la ligne des Antilles et de l'Amérique centrale.
Durant sa phase d'armement, il est décidé de l'affecter à la ligne Bordeaux - New York. Pour l'occasion il est renommé Lafayette en 1915. C'est alors le deuxième navire de la compagnie à porter ce nom, le premier ayant servi de 1864 à 1903. Le Lafayette est mis en service en novembre 1915, en pleine Première Guerre mondiale, sur la ligne Bordeaux - New York.
Il est réquisitionné par l'État français en janvier 1917 et transformé à partir du 13 février 1917 par les "Ateliers et Chantiers de la Gironde" en navire-hôpital d'une capacité de 1400 lits. Il effectue alors une dizaine de rotations sanitaires entre Salonique et Toulon.
À partir de janvier 1919, il sert également comme transport de troupe en Méditerranée.
Il est rendu le 22 octobre 1919 à la Compagnie Générale Transatlantique, qui le remet en état, lui permettant de reprendre du service sur la ligne Le Havre - New York. En 1924, il est affecté à la ligne du Mexique.

## SS Mexique

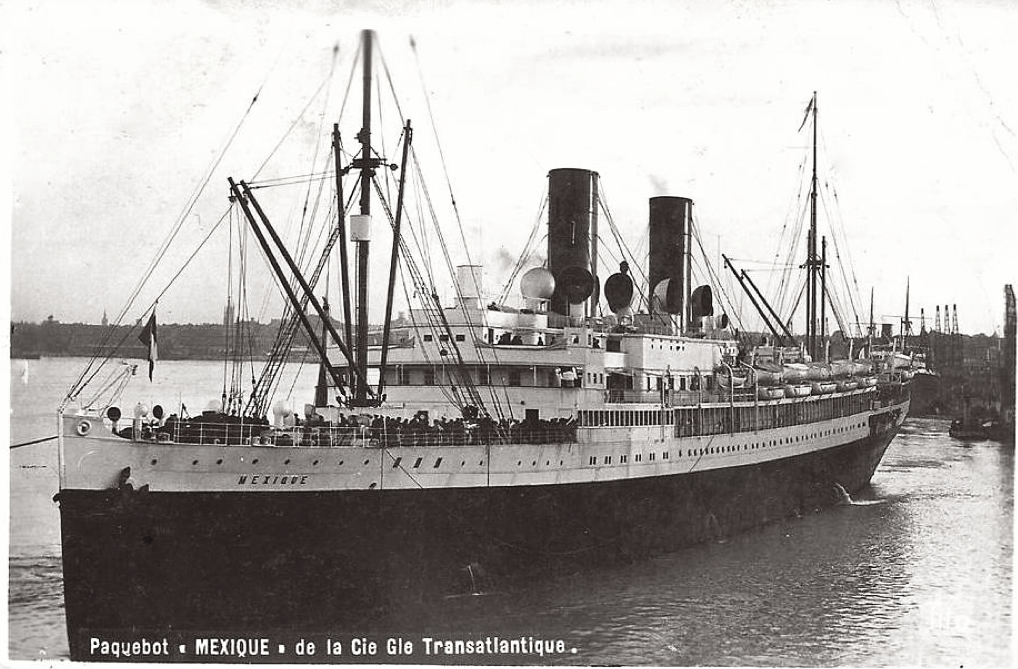
Le SS Mexique.

En 1928, le navire est entièrement rénové.
A cette période, la Compagnie Générale Transatlantique souhaite mettre en service un autre Lafayette pour la ligne Le Havre - New York.
Le Lafayette en pleine rénovation est pour l'occasion renommé Mexique, nom dû également à son affectation récente sur la ligne du même nom.
En 1933 sa chaudière à charbon est remplacée par une chaudière à mazout. Faute d'un nombre de passagers suffisant sur la ligne, le Mexique est désarmé en juin 1939 mais, avec la crise en Espagne, il reprend du service pour transporter des réfugiés espagnols au Mexique.
En 1939, au début de la Seconde Guerre mondiale, il est réquisitionné comme croiseur auxiliaire et renommé X22. Il participe ainsi en avril 1940 à l'expédition de Norvège comme transport de troupes.
En juin 1940, il prend part avec sa DCA à la défense du port de Marseille contre l'aviation allemande. Le 19 juin 1940, alors qu'il était venu chercher des parlementaires pour les emmener en Afrique du Nord, il saute sur une mine dans l'embouchure de la Gironde. Son naufrage ne fait aucune victime mais le navire n'est pas récupérable.

## Croisières
Le Mexique a fait quelques croisières durant sa période d'activité.

En voici une liste non exhaustive : en Scandinavie du 25 juillet au 12 aout 1930, de Pâques du 20 mars au 4 avril 1932, au Maroc et aux Canaries du 24 mars au 8 avril 1934, Populaire du 30 août au 6 septembre 1936, au golfe du Mexique du 11 mars au 18 avril 1937.